# Xã Hayes, Quận Clare, Michigan
Xã Hayes (tiếng Anh: Hayes Township) là một xã thuộc quận Clare, tiểu bang Michigan, Hoa Kỳ. Năm 2010, dân số của xã này là 4.675 người.